# U.S. Clay Court Championships 1973
U.S. Clay Court Championships 1973 - чоловічий і жіночий тенісний турнір, що проходив на відкритих кортах з ґрунтовим покриттям Woodstock Country Club в Індіанаполісі (США). Належав до чоловічого Grand Prix і жіночого International Grand Prix. Турнір відбувся вп'яте і тривав з 13 до 19 серпня 1973 року. Другий сіяний Мануель Орантес виграв чоловічі змагання і грошовий приз 16 тис. доларів, а Кріс Еверт виграла жіночі змагання й отримала 6 тис. доларів.

## Фінальна частина

### Одиночний розряд, чоловіки
Мануель Орантес —  Жорж Говен 6–4, 6–1, 6–4
- Для Орантеса це був 4-й титул за сезон і 11-й — за кар'єру.

### Одиночний розряд, жінки
Кріс Еверт —  Вероніка Бартон 6–4, 6–3
- Для Еверт це був 9-й титул за сезон і 20-й — за кар'єру.

### Парний розряд, чоловіки
Фрю Макміллан /  Боб Кармайкл —  Мануель Орантес /  Йон Ціріак 6–3, 6–4

### Парний розряд, жінки
Патті Гоган /  Шерон Волш —  Фіорелла Боніселлі /  Ісабель Фернандес де Сото 6–4, 6–4